# Nicotianoideae
Nicotianoideae är en underfamilj inom familjen potatisväxter. De flesta släktena förekommer i Australien, men de förekommer också i Amerika och Afrika. Underfamiljen innehåller åtta släkten och cirka 125 arter, 90 av dem ingår i tobaksläktet (Nicotiana).

## Släkten
- Tobaksläktet (Nicotiana)

- Anthocercis
- Anthotroche
- Crenidium
- Cyphanthera
- Duboisia
- Grammosolen
- Symonanthus

### Webbkällor
- Angiosperm Phylogeny Website

- Wikimedia Commons har media som rör Nicotianoideae.